# Mobergia
Mobergia is een monotypisch geslacht van korstmossen behorend tot de familie Physciaceae. De typesoort en enige soort is Mobergia calculiformis.